# 杨丹 (1970年)
杨丹（1970年9月—），男，白族，云南大理人，中华人民共和国会计师。曾任西南财经大学常务副校长，现任北京外国语大学校长。主要从事公司金融和会计的理论和实证研究。

## 生平
1991年12月加入中国共产党。1993年毕业于西南财经大学投资经济管理专业；1996年取得西南财经大学财务管理专业硕士；2003年取得西南财经大学财政学专业博士，后留校工作。2012年12月任西南财经大学副校长，2018年12月任西南财经大学常务副校长；2016年7月至2019年7月援藏期间任西藏大学副校长。
2019年10月，任北京外国语大学校长。
2024年1月，转任中华人民共和国教育部国际合作与交流司司长、港澳台办公室主任。

## 头衔
- 国际会计师联合会教育准则咨询委员会亚太区代表
- 中国会计学会对外交流专业委员会副主任